# Vönöck
Vönöck là một thị trấn thuộc hạt Vas, Hungary. Thị trấn này có diện tích 17,6 km², dân số năm 2010 là 750 người, mật độ 43 người/km².